# Campo vettoriale hamiltoniano
In matematica e fisica, un campo vettoriale hamiltoniano, il cui nome è dovuto a William Rowan Hamilton, è un particolare tipo di campo vettoriale indotto da una funzione detta hamiltoniana, che è la trasformata di Legendre della lagrangiana di un sistema.

## Definizione
In generale il concetto di "campo hamiltoniano" è definito nelle varietà simplettiche. Una varietà simplettica {\displaystyle (M,\omega )} è una varietà differenziabile dotata di una 2-forma differenziale {\displaystyle \omega } che definisce su {\displaystyle M} una struttura complessa non degenere (questo implica necessariamente che la varietà {\displaystyle M} debba avere dimensione pari). Dal momento che la 2-forma {\displaystyle \omega } è non degenere, questa induce fra il fibrato tangente {\displaystyle TM} e il fibrato cotangente {\displaystyle T^{*}M} della varietà un'applicazione biunivoca, che associa a ogni vettore tangente a un punto {\displaystyle p\in M} una forma lineare (covettore) sullo stesso punto:
{\displaystyle \omega :TM\to T^{*}M}
per ogni {\displaystyle p\in M}, l'applicazione {\displaystyle \omega :T_{p}M\to T_{p}^{*}M,} è un isomorfismo di spazi lineari:
{\displaystyle \Omega :T^{*}M\to TM,\quad \Omega =\omega ^{-1}}
In virtù di questo fatto, ad ogni 1-forma differenziale su {\displaystyle M} si può far corrispondere un campo vettoriale. Sotto questa corrispondenza, in particolare, una 1-forma differenziale esatta, ricavata da una qualsiasi funzione differenziabile {\displaystyle H:M\to \mathbb {R} }, che determina univocamente un campo vettoriale {\displaystyle X_{H}}, detto campo vettoriale hamiltoniano rispetto all'hamiltoniana {\displaystyle H}. Il campo in questione si ottiene richiedendo che per ciascun campo vettoriale {\displaystyle Y} su {\displaystyle M} sia verificata l'identità:
{\displaystyle \mathrm {d} H(Y)=\omega (X_{H},Y)}
A seconda delle convenzioni, il campo vettoriale hamiltoniano può essere definito in maniera equivalente con un segno opposto. Un esempio di varietà simplettica cui è applicata è lo spazio delle fasi in cui evolve il sistema meccanico descritto dalle equazioni di Hamilton, il fibrato cotangente dello spazio delle configurazioni. Questo è dotato di una struttura geometrica naturale, detta 1-forma di Liouville {\displaystyle \theta }, il cui differenziale {\displaystyle \omega =\mathrm {d} \theta }, detto forma simplettica canonica, gioca un ruolo chiave nella struttura delle equazioni di Hamilton. 

## Proprietà
Ogni campo vettoriale {\displaystyle X} può indurre una trasformazione della varietà {\displaystyle M} su cui è definito in sé, rispetto alla quale ogni punto della varietà viene traslato lungo le rispettive linee del flusso del campo (cioè quelle curve in cui il vettore tangente alla curva coincide punto a punto con il campo vettoriale {\displaystyle X}). Questo tipo di trasformazione è chiamato gruppo ad un parametro di diffeomorfismi generato da {\displaystyle X} ed è effettivamente un gruppo se è rispettata la condizione completezza. Il campo vettoriale hamiltoniano ha la proprietà di generare un gruppo ad un parametro di diffeomorfismi che è anche una mappa simplettica, cioè una mappa che preserva la 2-forma differenziale {\displaystyle \omega }. In formule:
{\displaystyle \omega _{\phi _{t}^{H}(x)}({{\phi }'}_{t}^{H}(x)X,{{\phi }'}_{t}^{H}(x)Y)=\omega _{x}(X,Y)}
dove {\displaystyle X,Y\in T_{x}M} e {\displaystyle {{\phi }'}_{t}^{H}(x)} denota la matrice Jacobiana di {\displaystyle \phi _{t}^{H}} calcolata nel punto {\displaystyle x}.

### Linee di flusso
Le linee di flusso di un campo hamiltoniano bidimensionale si trovano tutte all'interno delle curve di livello dell'hamiltoniana {\displaystyle H}, cioè nelle curve di equazione cartesiana {\displaystyle H(x,y)=c} per qualche {\displaystyle c} reale. 
Questo fatto si dimostra notando che se {\displaystyle \phi (t)} è una linea di flusso, deve valere l'uguaglianza:
{\displaystyle \phi ^{\prime }(t)=(H_{y}(\phi (t)),-H_{x}(\phi (t)))}
quindi {\displaystyle H(\phi (t))} deve rimanere costante, infatti:
{\displaystyle {\frac {d}{dt}}H(\phi (t))=\nabla H(\phi (t))\cdot \phi ^{\prime }(t)=H_{x}(\phi (t))H_{y}(\phi (t))-H_{y}(\phi (t))H_{x}(\phi (t))=0}.

### Gradiente dell'hamiltoniana
Un campo hamiltoniano {\displaystyle X_{H}} è sempre ortogonale al campo gradiente {\displaystyle \nabla H} della sua hamiltoniana. Infatti:
{\displaystyle {\begin{aligned}(X_{H})\cdot (\nabla H)&=\left({\frac {\partial H}{\partial p_{1}}},\dots ,{\frac {\partial H}{\partial p_{n}}},-{\frac {\partial H}{\partial q_{1}}},\dots ,-{\frac {\partial H}{\partial q_{n}}}\right)\cdot \left({\frac {\partial H}{\partial q_{1}}},\dots ,{\frac {\partial H}{\partial q_{n}}},{\frac {\partial H}{\partial p_{1}}},\dots ,{\frac {\partial H}{\partial p_{n}}}\right)\\&=\sum _{i=1}^{n}{\frac {\partial H}{\partial p_{i}}}{\frac {\partial H}{\partial q_{i}}}-{\frac {\partial H}{\partial q_{i}}}{\frac {\partial H}{\partial p_{i}}}=0\end{aligned}}}
dove il calcolo è fatto punto a punto nelle coordinate canoniche {\displaystyle (q,p)} della varietà simplettica {\displaystyle M}, e 2n è la dimensione di {\displaystyle M}.

### Solenoidalità
Tutti i campi Hamiltoniani sono solenoidali, cioè per il teorema di Schwarz hanno divergenza ovunque nulla:
{\displaystyle {\begin{aligned}\nabla \cdot X_{H}&=\left({\frac {\partial }{\partial q_{1}}},\dots ,{\frac {\partial }{\partial q_{n}}},{\frac {\partial }{\partial p_{1}}},\dots ,{\frac {\partial }{\partial p_{n}}}\right)\cdot \left({\frac {\partial H}{\partial p_{1}}},\dots ,{\frac {\partial H}{\partial p_{n}}},-{\frac {\partial H}{\partial q_{1}}},\dots ,-{\frac {\partial H}{\partial q_{n}}}\right)\\&=\sum _{i=1}^{n}{\frac {\partial ^{2}H}{\partial q_{i}\partial p_{i}}}-{\frac {\partial ^{2}H}{\partial p_{i}\partial q_{i}}}=0\end{aligned}}}
Questo implica che il flusso di un campo hamiltoniano preserva il volume.

## Coordinate canoniche
Per il teorema di Darboux, ogni varietà simplettica {\displaystyle M} di dimensione {\displaystyle \dim M=2n} ammette (almeno localmente per ogni punto) un insieme di coordinate {\displaystyle (q^{\lambda },p_{\lambda }),\lambda :1\dots n} dette canoniche, rispetto alle quali la 2-forma {\displaystyle \omega } è nella forma:
{\displaystyle \omega =\sum _{\lambda =0}^{n}dp_{\lambda }\wedge dq^{\lambda }}
Questo significa che due varietà simplettiche della stessa dimensione sono localmente indistinguibili. Rispetto a queste coordinate il campo vettoriale hamiltoniano localmente si scrive come:
{\displaystyle X_{H}=\left({\frac {\partial H}{\partial p_{\lambda }}},-{\frac {\partial H}{\partial q^{\lambda }}}\right)}
In forma matriciale:
{\displaystyle X_{H}={\begin{bmatrix}{\frac {\partial H}{\partial p_{\lambda }}}\\-{\frac {\partial H}{\partial q^{\lambda }}}\end{bmatrix}}={\begin{bmatrix}0&I_{n}\\-I_{n}&0\\\end{bmatrix}}{\begin{bmatrix}{\frac {\partial H}{\partial q^{i}}}\\{\frac {\partial H}{\partial p_{i}}}\end{bmatrix}}=J(\nabla H)}
La matrice {\displaystyle J}, chiamata anche matrice simplettica, soddisfa la proprietà {\displaystyle JJ=-I_{2n\times 2n}}, dove {\displaystyle I_{2n\times 2n}} è la matrice identità. Localmente quindi la 2-forma {\displaystyle \omega } definisce effettivamente una struttura complessa (relazione analoga a quella in {\displaystyle \mathbb {C} } dove {\displaystyle i^{2}=({\sqrt {-1}})^{2}=-1}).

## Parentesi di Poisson
La nozione di campo vettoriale hamiltoniano può condurre alla definizione delle parentesi di Poisson, che sono un'operazione bilineare antisimmetrica sulle funzioni differenziabili definite su una varietà simplettica {\displaystyle M}. Le parentesi di Poisson sono definite come:
{\displaystyle \{f,g\}=\omega (X_{f},X_{g})=df(X_{g})={\mathcal {L}}_{X_{g}}f}
dove {\displaystyle {\mathcal {L}}_{X}} indica la derivata di Lie lungo il campo vettoriale {\displaystyle X}. Inoltre, si può dimostrare che è valida la seguente formula:
{\displaystyle X_{\{f,g\}}=-[X_{f},X_{g}],}
che identifica il commutatore di Lie di due campi vettoriali Hamiltoniani generati dalle Hamiltoniane {\displaystyle f} e {\displaystyle g} (il membro di destra dell'equazione) con il campo vettoriale hamiltoniano generato direttamente dalla parentesi di Poisson fra {\displaystyle f} e {\displaystyle g}, {\displaystyle \{f,g\}} (il primo membro). Come conseguenza di questa uguaglianza, le parentesi di Poisson soddisfano l'identità di Jacobi:
{\displaystyle \{\{f,g\},h\}+\{\{g,h\},f\}+\{\{h,f\},g\}=0}
che significa che lo spazio vettoriale delle funzioni differenziabili su {\displaystyle M}, equipaggiato con le parentesi di Poisson, ha la struttura di un'algebra di Lie su {\displaystyle \mathbb {R} }, e la mappa definita da {\displaystyle f\mapsto X_{f}} è un omomorfismo di algebre di Lie, il cui nucleo consiste nelle funzioni localmente costanti (funzioni costanti se {\displaystyle M} è connesso).

## Spazio euclideo bidimensionale
In alcuni contesti, anziché considerare spazi delle fasi naturalmente dotati di una struttura simplettica, si assume tacitamente che le coordinate in uso siano canoniche (questo, in senso stretto, è possibile solo in spazi di dimensione pari). Ad esempio, se si considera il piano cartesiano {\displaystyle \mathbb {R} ^{2}} e si suppone che le coordinate {\displaystyle x} e {\displaystyle y} siano canoniche, si ottiene che data una funzione differenziabile su un aperto {\displaystyle X\subseteq \mathbb {R} ^{2}}:
{\displaystyle H:X\rightarrow \mathbb {R} }
il campo Hamiltoniano di {\displaystyle H} è il campo vettoriale che associa ad un punto {\displaystyle (x,y)} in {\displaystyle X} il vettore:
{\displaystyle F(x,y)=(H_{y}(x,y),-H_{x}(x,y))}
dove {\displaystyle H_{x}} e {\displaystyle H_{y}} denotano le derivate parziali di {\displaystyle H}.